# Hieracium montserratii
Hieracium montserratii là một loài thực vật có hoa trong họ Cúc. Loài này được Mateo mô tả khoa học đầu tiên năm 1988.